# Tipos del Roncal
Tipos del Roncal es un cuadro del pintor español Joaquín Sorolla, terminado en 1912. Está realizado en óleo sobre lienzo, y tiene un tamaño de 200 x 150 cm. Se encuentra en el Museo Sorolla, en Madrid. 
En el cuadro se observa Benita Daspa y su tía Raimunda Monzón, junto a José Sanz, con el traje de alcalde. Se ambienta en las inmediaciones de la ermita de la Virgen del Castillo de Roncal.